# Maria Luisa Spaziani
Maria Luisa Spaziani (* um 1923 in Turin; † 30. Juni 2014 in Rom) war eine italienische Autorin, Lyrikerin und Übersetzerin.

## Leben und Werk
Maria Luisa Spaziani wurde in eine wohlhabende Industriellenfamilie geboren und studierte Sprachen. Bereits in ihrer Studienzeit gab sie eine Literaturzeitung mit dem Titel I Girasole heraus, in der sie unter anderem Gedichte von Umberto Saba, Sandro Penna und Leonardo Sinisgalli veröffentlichte. In späteren Jahren war Maria Luisa Spaziani mit zahlreichen Intellektuellen weit über die Grenzen Italiens gut vernetzt. Sie kannte Dichter und Künstler von Ezra Pound bis Ingeborg Bachmann, von Jorge Luis Borges bis Pablo Picasso.
1949 lernte Maria Luisa Spaziani Eugenio Montale kennen. Es entwickelte sich eine enge Freundschaft. Ein Briefwechsel mit mehreren hundert Briefen belegt diese Freundschaft und ist in der Universität Pavia archiviert. 1981 wurde Maria Luisa Spaziani Präsidentin des damals neu gegründeten Eugenio Montale International Center, das auch den Premio Montale vergibt.
Die Lyrikerin ließ sich nach ausgedehnten Reisen und Aufenthalten in Mailand und Paris in Rom nieder. Sie begann 1954 mit der Publikation eigener Werke und unterrichtete von 1964 französische Sprache und Literatur an der Universität Messina. Sie veröffentlichte zahlreiche Gedichtbände.
Der Gedichttyp, für den Maria Luisa Spaziani bekannt ist, sind zwei schlichte Vierzeiler.
Zu ihren bekanntesten Büchern zählt La traversata dell'oasi, ein Band mit Liebesgedichten von 2002, und Donne in Poesia, ein Band, in dem sie parapsychologische Interviews mit großen Dichterinnen des 19. und 20. Jahrhunderts wiedergibt.

## Veröffentlichungen

### Lyrik
- Primavera a Parigi, Mailand, All'insegna del pesce d'oro, 1954
- Le acque del sabato, Mailand, Arnoldo Mondadori Editore, 1954
- Luna lombarda, Venedig, N. Pozza, 1959
- Il gong, Mailand, Arnoldo Mondadori Editore, 1962
- Utilità della memoria, Mailand, Arnoldo Mondadori Editore, 1966
- L'occhio del ciclone, Mailand, Arnoldo Mondadori Editore, 1970
- Ultrasuoni, Samedan, Munt press, 1976
- Transito con catene, Mailand, Arnoldo Mondadori Editore, 1977
- Poesie, Mailand, Arnoldo Mondadori Editore, 1979 - introduzione di Luigi Baldacci
- Geometria del disordine, Mailand, Arnoldo Mondadori Editore, 1981 - Premio Viareggio
- La stella del libero arbitrio, Mailand, Arnoldo Mondadori Editore, 1986
- Giovanna D'Arco, Mailand, Arnoldo Mondadori Editore, 1990
- Torri di vedetta, Mailand, Crocetti, 1992
- I fasti dell'ortica, Mailand, Arnoldo Mondadori Editore, 1996
- La radice del mare, Neapel, Tullio Pironti editore, 1999
- La traversata dell'oasi, Liebesgedichte 1998–2001, Mailand, Arnoldo Mondadori Editore, 2002
- La luna è già alta, Mailand, Arnoldo Mondadori Editore, 2006
- L'incrocio delle mediane, Genua, San Marco dei Giustiniani, 2008
- L'opera poetica, Mailand, Mondadori, 2012

### Prosa
- Donne in poesia, erfundene Interviews mit berühmten Dichterinnen des neunten und zehnten Jahrhunderts, Venedig, Marsilio Editori, 1992
- La freccia, Erzählungen, Venedig, Marsilio, 2000
- Montale e la Volpe, autobiographische Schriften, Mailand, Arnoldo Mondadori Editore, 2011

### Essays
- Marcel Proust e altri saggi di letteratura francese, 1959
- Il teatro francese del Seicento, 1960
- Ronsard fra gli astri della Pleiade, Turin, Eri, 1972
- Racine e il "Bajazet", Rom, Lo faro, 1973
- Il teatro francese del Settecento, Rom, Lo faro, 1974
- Il teatro francese dell'Ottocento, Rom, Lo faro, 1975
- Il teatro francese del Novecento, Messina, EDAS, 1976

### Theaterstücke
- La vedova Goldoni, 2000
- La ninfa e il suo re
- Teatro comico e no, Rom, Bulzoni, 1992